# NGC 3716
NGC 3716 este o liner situată în constelația Leul. A fost descoperită în 6 aprilie 1866 de către Heinrich Louis d'Arrest.